# 横浜市立平安小学校
横浜市立平安小学校（よこはましりつ へいあんしょうがっこう）は、神奈川県横浜市鶴見区平安町にある公立小学校。

## 沿革
出典
- 1937年（昭和12年）10月13日 - 横浜市平安尋常小学校として開校。
- 1941年（昭和16年） - 国民学校令により、横浜市立平安国民学校と改称。
- 1945年（昭和20年）4月15日 - 横浜大空襲により全校舎焼失。
- 1947年（昭和22年）3月31日 - 平安国民学校が閉校。
- 1952年（昭和27年）6月1日 - 横浜市平安小学校として開校。
- 1954年（昭和29年）
  - 時期不明 - 校旗ができる。
  - 3月 - 第1回卒業式挙行。
- 1955年（昭和30年） - 元オリンピック選手を迎えて、プール開きを行う。
- 1963年（昭和38年） - 地元の協力により、鉄筋新築の講堂兼体育館ができる。
- 1967年（昭和42年） - 校歌ができる。創立15周年を迎える。
- 1969年（昭和44年） - 校庭スプリンクラー設置。
- 1970年（昭和45年） - プール改修。
- 1972年（昭和47年） - 創立20周年を迎える。記念事業として、平和像を建立。
- 1979年（昭和54年） - 現在の校舎ができる。
- 1980年（昭和55年） - プールができる
- 1982年（昭和57年） - 創立30周年を迎える。
- 1983年（昭和58年） - 体育館ができる。
- 1984年（昭和59年） - 平安小学校マーチングバンドを結成する。
- 1991年（平成3年） - 焼き釜庫ができる。
- 1992年（平成4年） - 創立40周年を迎える。校庭整備（遊具、砂場含む）。
- 1994年（平成6年） - はまっ子ふれあいスクール開校。視聴覚室ができる。
- 1996年（平成8年） - 多目的教室ができる。
- 1998年（平成10年） - 防球ネット改修工事完了、消防小屋工事完了。
- 1999年（平成11年） - 屋上防水改修工事完了。
- 2000年（平成12年） - 給食室改修工事。
- 2001年（平成13年） - 新しい給食室完成（ドライシステム化）。校庭整備、なかよし山に池が完成する。
- 2002年（平成14年） - 創立50周年記念式典挙行し、祝賀会開催。トイレ・外壁の塗装工事。
- 2007年（平成19年） - 視聴覚室を普通教室（2教室）に改修。
- 2008年（平成20年） - 図工室を普通教室（2教室）に改修。校庭に図工室、視聴覚室のプレハブ校舎を設置。
- 2009年（平成21年） - 図工室を普通教室に改修。校庭に図工室、視聴覚室のプレハブ校舎を設置。体育館前通路を改修。地域ボランティアの協力を得て、中庭・職員玄関周辺の環境整備。
- 2010年（平成22年） - 防球ネット工事。防犯カメラ増設工事（北門・東門）。
- 2012年（平成24年） - 創立六十周年記念式典挙行し、祝賀会開催。
- 2022年（令和4年）11月26日 - 創立70周年記念式典挙行[2]。

## 通学区域と進学先中学校
出典

### 通学区域
- 鶴見区
  - 市場富士見町
  - 市場大和町
  - 栄町通3丁目
  - 栄町通4丁目
  - 菅沢町
  - 平安町

### 進学先中学校
公立中学校に進学する場合
- 横浜市立市場中学校

## アクセス
- 横浜市営バス16系統で、「県営住宅前」バス停下車後、
  - 2番バス停（向井町1丁目経由・鶴見駅行）から、徒歩約120m・約2分。
  - 1番バス停（市場経由・鶴見駅行）から、徒歩約170m・約3分（学校前の横断歩道経由）。

## 周辺
- 東京電力パワーグリッド栄町変電所
- ファミリーマートかさいゴム通り店
- ローソン100鶴見平安町店
- 横浜栄町通郵便局
- 学校法人鶴見平和学園鶴見平和幼稚園
- 社会福祉法人東漸保育園

## 関連頂目
- 神奈川県小学校一覧